# Lista över fornlämningar i Linköpings kommun (Östra Skrukeby)
Lista över fornlämningar i Linköpings kommun (Östra Skrukeby) är en förteckning av ett urval av de fornlämningar som finns i Östra Skrukeby i Linköpings kommun.
| Namn                                | Lämningstyp                 | Tillkomsttid | Historisk indelning          | Plats | Läge                 | ID-nr          | Bild                                 |
| ----------------------------------- | --------------------------- | ------------ | ---------------------------- | ----- | -------------------- | -------------- | ------------------------------------ |
| Östra Skrukeby 1:1                  | Gravfält                    |              | Östra Skrukeby, Östergötland |       | 58.487724, 15.780191 | 10055500010001 | Ladda upp en bild av detta fornminne |
| Östra Skrukeby 2:1                  | Gravfält                    |              | Östra Skrukeby, Östergötland |       | 58.483773, 15.779501 | 10055500020001 | Ladda upp en bild av detta fornminne |
| Rävkullebacken (Östra Skrukeby 3:1) | Grav- och boplatsområde     |              | Östra Skrukeby, Östergötland |       | 58.483263, 15.792171 | 10055500030001 | Ladda upp en bild av detta fornminne |
| Östra Skrukeby 6:1                  | Stensättning                |              | Östra Skrukeby, Östergötland |       | 58.488542, 15.791367 | 10055500060001 | Ladda upp en bild av detta fornminne |
| Östra Skrukeby 7:1                  | Gravfält                    |              | Östra Skrukeby, Östergötland |       | 58.488585, 15.788351 | 10055500070001 | Ladda upp en bild av detta fornminne |
| Östra Skrukeby 8:1                  | Gravfält                    |              | Östra Skrukeby, Östergötland |       | 58.489114, 15.793646 | 10055500080001 | Ladda upp en bild av detta fornminne |
| Östra Skrukeby 11:1                 | Stensättning                |              | Östra Skrukeby, Östergötland |       | 58.493052, 15.795114 | 10055500110001 | Ladda upp en bild av detta fornminne |
| Östra Skrukeby 12:1                 | Stensättning                |              | Östra Skrukeby, Östergötland |       | 58.491910, 15.803488 | 10055500120001 | Ladda upp en bild av detta fornminne |
| Östra Skrukeby 12:2                 | Stensättning                |              | Östra Skrukeby, Östergötland |       | 58.491805, 15.803679 | 10055500120002 | Ladda upp en bild av detta fornminne |
| Östra Skrukeby 13:1                 | Stensättning                |              | Östra Skrukeby, Östergötland |       | 58.501086, 15.803237 | 10055500130001 | Ladda upp en bild av detta fornminne |
| Östra Skrukeby 14:1                 | Stensättning                |              | Östra Skrukeby, Östergötland |       | 58.499447, 15.804817 | 10055500140001 | Ladda upp en bild av detta fornminne |
| Östra Skrukeby 14:2                 | Stensättning                |              | Östra Skrukeby, Östergötland |       | 58.499527, 15.805051 | 10055500140002 | Ladda upp en bild av detta fornminne |
| Östra Skrukeby 14:3                 | Stensättning                |              | Östra Skrukeby, Östergötland |       | 58.499981, 15.805041 | 10055500140003 | Ladda upp en bild av detta fornminne |
| Östra Skrukeby 16:1                 | Stensättning                |              | Östra Skrukeby, Östergötland |       | 58.491416, 15.804667 | 10055500160001 | Ladda upp en bild av detta fornminne |
| Östra Skrukeby 16:2                 | Stensättning                |              | Östra Skrukeby, Östergötland |       | 58.491322, 15.804120 | 10055500160002 | Ladda upp en bild av detta fornminne |
| Östra Skrukeby 16:3                 | Stensättning                |              | Östra Skrukeby, Östergötland |       | 58.491525, 15.804017 | 10055500160003 | Ladda upp en bild av detta fornminne |
| Östra Skrukeby 16:4                 | Stensättning                |              | Östra Skrukeby, Östergötland |       | 58.491621, 15.803964 | 10055500160004 | Ladda upp en bild av detta fornminne |
| Östra Skrukeby 17:1                 | Stensättning                |              | Östra Skrukeby, Östergötland |       | 58.490951, 15.804766 | 10055500170001 | Ladda upp en bild av detta fornminne |
| Höga (Östra Skrukeby 18:1)          | Gravfält                    |              | Östra Skrukeby, Östergötland |       | 58.503832, 15.810660 | 10055500180001 | Ladda upp en bild av detta fornminne |
| Östra Skrukeby 19:1                 | Stensättning                |              | Östra Skrukeby, Östergötland |       | 58.501203, 15.812309 | 10055500190001 | Ladda upp en bild av detta fornminne |
| Östra Skrukeby 20:1                 | Gravfält                    |              | Östra Skrukeby, Östergötland |       | 58.500058, 15.812475 | 10055500200001 | Ladda upp en bild av detta fornminne |
| Östra Skrukeby 21:1                 | Gravfält                    |              | Östra Skrukeby, Östergötland |       | 58.495193, 15.810579 | 10055500210001 | Ladda upp en bild av detta fornminne |
| Östra Skrukeby 22:1                 | Stensättning                |              | Östra Skrukeby, Östergötland |       | 58.469266, 15.788492 | 10055500220001 | Ladda upp en bild av detta fornminne |
| Östra Skrukeby 23:1                 | Stensättning                |              | Östra Skrukeby, Östergötland |       | 58.471957, 15.787567 | 10055500230001 | Ladda upp en bild av detta fornminne |
| Östra Skrukeby 23:2                 | Stensättning                |              | Östra Skrukeby, Östergötland |       | 58.472083, 15.787590 | 10055500230002 | Ladda upp en bild av detta fornminne |
| Östra Skrukeby 24:1                 | Gravfält                    |              | Östra Skrukeby, Östergötland |       | 58.473399, 15.788533 | 10055500240001 | Ladda upp en bild av detta fornminne |
| Östra Skrukeby 26:1                 | Hög                         |              | Östra Skrukeby, Östergötland |       | 58.473660, 15.785609 | 10055500260001 | Ladda upp en bild av detta fornminne |
| Östra Skrukeby 26:3                 | Stensättning                |              | Östra Skrukeby, Östergötland |       | 58.473982, 15.785180 | 10055500260003 | Ladda upp en bild av detta fornminne |
| Östra Skrukeby 28:1                 | Stensättning                |              | Östra Skrukeby, Östergötland |       | 58.470571, 15.795741 | 10055500280001 | Ladda upp en bild av detta fornminne |
| Östra Skrukeby 29:1                 | Stensättning                |              | Östra Skrukeby, Östergötland |       | 58.467905, 15.799577 | 10055500290001 | Ladda upp en bild av detta fornminne |
| Östra Skrukeby 30:1                 | Stensättning                |              | Östra Skrukeby, Östergötland |       | 58.468001, 15.801060 | 10055500300001 | Ladda upp en bild av detta fornminne |
| Östra Skrukeby 31:1                 | Gravfält                    |              | Östra Skrukeby, Östergötland |       | 58.472900, 15.804555 | 10055500310001 | Ladda upp en bild av detta fornminne |
| Östra Skrukeby 32:1                 | Stensättning                |              | Östra Skrukeby, Östergötland |       | 58.475898, 15.799283 | 10055500320001 | Ladda upp en bild av detta fornminne |
| Östra Skrukeby 33:1                 | Stensättning                |              | Östra Skrukeby, Östergötland |       | 58.475557, 15.799298 | 10055500330001 | Ladda upp en bild av detta fornminne |
| Östra Skrukeby 34:2                 | Stensättning                |              | Östra Skrukeby, Östergötland |       | 58.474619, 15.791451 | 10055500340002 | Ladda upp en bild av detta fornminne |
| Östra Skrukeby 34:3                 | Stensättning                |              | Östra Skrukeby, Östergötland |       | 58.474330, 15.791406 | 10055500340003 | Ladda upp en bild av detta fornminne |
| Östra Skrukeby 35:1                 | Stensättning                |              | Östra Skrukeby, Östergötland |       | 58.479688, 15.795593 | 10055500350001 | Ladda upp en bild av detta fornminne |
| Östra Skrukeby 36:1                 | Gravfält                    |              | Östra Skrukeby, Östergötland |       | 58.474548, 15.816269 | 10055500360001 | Ladda upp en bild av detta fornminne |
| Östra Skrukeby 37:1                 | Stensättning                |              | Östra Skrukeby, Östergötland |       | 58.476535, 15.808889 | 10055500370001 | Ladda upp en bild av detta fornminne |
| Östra Skrukeby 38:1                 | Stensättning                |              | Östra Skrukeby, Östergötland |       | 58.477081, 15.811315 | 10055500380001 | Ladda upp en bild av detta fornminne |
| Östra Skrukeby 39:1                 | Stensättning                |              | Östra Skrukeby, Östergötland |       | 58.477637, 15.812103 | 10055500390001 | Ladda upp en bild av detta fornminne |
| Östra Skrukeby 40:1                 | Grav markerad av sten/block |              | Östra Skrukeby, Östergötland |       | 58.477846, 15.812996 | 10055500400001 | Ladda upp en bild av detta fornminne |
| Östra Skrukeby 40:2                 | Stensättning                |              | Östra Skrukeby, Östergötland |       | 58.477756, 15.813091 | 10055500400002 | Ladda upp en bild av detta fornminne |
| Östra Skrukeby 40:3                 | Stensättning                |              | Östra Skrukeby, Östergötland |       | 58.477708, 15.812885 | 10055500400003 | Ladda upp en bild av detta fornminne |
| Östra Skrukeby 41:1                 | Stensättning                |              | Östra Skrukeby, Östergötland |       | 58.504688, 15.826259 | 10055500410001 | Ladda upp en bild av detta fornminne |
| Östra Skrukeby 41:2                 | Stensättning                |              | Östra Skrukeby, Östergötland |       | 58.504623, 15.826423 | 10055500410002 | Ladda upp en bild av detta fornminne |
| Östra Skrukeby 42:1                 | Runristning                 |              | Östra Skrukeby, Östergötland |       | 58.499574, 15.818520 | 10055500420001 | Ladda upp en bild av detta fornminne |
| Götbacken (Östra Skrukeby 43:1)     | Gravfält                    |              | Östra Skrukeby, Östergötland |       | 58.497415, 15.825849 | 10055500430001 | Ladda upp en bild av detta fornminne |
| Östra Skrukeby 44:1                 | Stensättning                |              | Östra Skrukeby, Östergötland |       | 58.496293, 15.824322 | 10055500440001 | Ladda upp en bild av detta fornminne |
| Östra Skrukeby 45:1                 | Stensättning                |              | Östra Skrukeby, Östergötland |       | 58.494165, 15.817612 | 10055500450001 | Ladda upp en bild av detta fornminne |
| Östra Skrukeby 45:2                 | Stensättning                |              | Östra Skrukeby, Östergötland |       | 58.494257, 15.817487 | 10055500450002 | Ladda upp en bild av detta fornminne |
| Östra Skrukeby 46:1                 | Hög                         |              | Östra Skrukeby, Östergötland |       | 58.494484, 15.813551 | 10055500460001 | Ladda upp en bild av detta fornminne |
| Östra Skrukeby 47:1                 | Hög                         |              | Östra Skrukeby, Östergötland |       | 58.491589, 15.820007 | 10055500470001 | Ladda upp en bild av detta fornminne |
| Östra Skrukeby 48:1                 | Hög                         |              | Östra Skrukeby, Östergötland |       | 58.492772, 15.826264 | 10055500480001 | Ladda upp en bild av detta fornminne |
| Östra Skrukeby 49:1                 | Hög                         |              | Östra Skrukeby, Östergötland |       | 58.485949, 15.815693 | 10055500490001 | Ladda upp en bild av detta fornminne |
| Östra Skrukeby 50:1                 | Gravfält                    |              | Östra Skrukeby, Östergötland |       | 58.487921, 15.819616 | 10055500500001 | Ladda upp en bild av detta fornminne |
| Östra Skrukeby 52:1                 | Hög                         |              | Östra Skrukeby, Östergötland |       | 58.482465, 15.830367 | 10055500520001 | Ladda upp en bild av detta fornminne |
| Östra Skrukeby 53:1                 | Stensättning                |              | Östra Skrukeby, Östergötland |       | 58.476814, 15.825964 | 10055500530001 | Ladda upp en bild av detta fornminne |
| Östra Skrukeby 54:1                 | Stensättning                |              | Östra Skrukeby, Östergötland |       | 58.476741, 15.828060 | 10055500540001 | Ladda upp en bild av detta fornminne |
| Fröbacken (Östra Skrukeby 55:1)     | Gravfält                    |              | Östra Skrukeby, Östergötland |       | 58.475800, 15.826962 | 10055500550001 | Ladda upp en bild av detta fornminne |
| Östra Skrukeby 58:1                 | Gravfält                    |              | Östra Skrukeby, Östergötland |       | 58.481854, 15.828994 | 10055500580001 | Ladda upp en bild av detta fornminne |
| Östra Skrukeby 59:1                 | Stensättning                |              | Östra Skrukeby, Östergötland |       | 58.485800, 15.825927 | 10055500590001 | Ladda upp en bild av detta fornminne |
| Östra Skrukeby 60:1                 | Gravfält                    |              | Östra Skrukeby, Östergötland |       | 58.484978, 15.827383 | 10055500600001 | Ladda upp en bild av detta fornminne |
| Östra Skrukeby 62:1                 | Gravfält                    |              | Östra Skrukeby, Östergötland |       | 58.491343, 15.832683 | 10055500620001 | Ladda upp en bild av detta fornminne |
| Östra Skrukeby 63:1                 | Stensättning                |              | Östra Skrukeby, Östergötland |       | 58.494026, 15.828377 | 10055500630001 | Ladda upp en bild av detta fornminne |
| Östra Skrukeby 63:2                 | Stensättning                |              | Östra Skrukeby, Östergötland |       | 58.493908, 15.828297 | 10055500630002 | Ladda upp en bild av detta fornminne |
| Östra Skrukeby 64:1                 | Gravfält                    |              | Östra Skrukeby, Östergötland |       | 58.493528, 15.827111 | 10055500640001 | Ladda upp en bild av detta fornminne |
| Östra Skrukeby 65:1                 | Stensättning                |              | Östra Skrukeby, Östergötland |       | 58.490705, 15.862776 | 10055500650001 | Ladda upp en bild av detta fornminne |
| Östra Skrukeby 65:2                 | Stensättning                |              | Östra Skrukeby, Östergötland |       | 58.490539, 15.862602 | 10055500650002 | Ladda upp en bild av detta fornminne |
| Östra Skrukeby 66:1                 | Stensättning                |              | Östra Skrukeby, Östergötland |       | 58.492825, 15.871141 | 10055500660001 | Ladda upp en bild av detta fornminne |
| Östra Skrukeby 67:1                 | Stensättning                |              | Östra Skrukeby, Östergötland |       | 58.496005, 15.873248 | 10055500670001 | Ladda upp en bild av detta fornminne |
| Östra Skrukeby 67:2                 | Stensättning                |              | Östra Skrukeby, Östergötland |       | 58.495916, 15.873228 | 10055500670002 | Ladda upp en bild av detta fornminne |
| Östra Skrukeby 67:3                 | Stensättning                |              | Östra Skrukeby, Östergötland |       | 58.495821, 15.873324 | 10055500670003 | Ladda upp en bild av detta fornminne |
| Östra Skrukeby 68:1                 | Gravfält                    |              | Östra Skrukeby, Östergötland |       | 58.492487, 15.874348 | 10055500680001 | Ladda upp en bild av detta fornminne |
| Östra Skrukeby 69:1                 | Grav markerad av sten/block |              | Östra Skrukeby, Östergötland |       | 58.484288, 15.864810 | 10055500690001 | Ladda upp en bild av detta fornminne |
| Östra Skrukeby 69:2                 | Grav markerad av sten/block |              | Östra Skrukeby, Östergötland |       | 58.484318, 15.864931 | 10055500690002 | Ladda upp en bild av detta fornminne |
| Östra Skrukeby 69:3                 | Grav markerad av sten/block |              | Östra Skrukeby, Östergötland |       | 58.484350, 15.865072 | 10055500690003 | Ladda upp en bild av detta fornminne |
| Östra Skrukeby 70:1                 | Stensättning                |              | Östra Skrukeby, Östergötland |       | 58.486906, 15.868126 | 10055500700001 | Ladda upp en bild av detta fornminne |
| Östra Skrukeby 71:1                 | Stensättning                |              | Östra Skrukeby, Östergötland |       | 58.483925, 15.852319 | 10055500710001 | Ladda upp en bild av detta fornminne |
| Östra Skrukeby 71:2                 | Stensättning                |              | Östra Skrukeby, Östergötland |       | 58.483766, 15.851649 | 10055500710002 | Ladda upp en bild av detta fornminne |
| Östra Skrukeby 71:3                 | Stensättning                |              | Östra Skrukeby, Östergötland |       | 58.483849, 15.851492 | 10055500710003 | Ladda upp en bild av detta fornminne |
| Östra Skrukeby 72:1                 | Stensättning                |              | Östra Skrukeby, Östergötland |       | 58.483846, 15.848206 | 10055500720001 | Ladda upp en bild av detta fornminne |
| Östra Skrukeby 72:2                 | Stensättning                |              | Östra Skrukeby, Östergötland |       | 58.483982, 15.848211 | 10055500720002 | Ladda upp en bild av detta fornminne |
| Östra Skrukeby 72:3                 | Stensättning                |              | Östra Skrukeby, Östergötland |       | 58.483825, 15.847380 | 10055500720003 | Ladda upp en bild av detta fornminne |
| Östra Skrukeby 73:1                 | Stensättning                |              | Östra Skrukeby, Östergötland |       | 58.480910, 15.847800 | 10055500730001 | Ladda upp en bild av detta fornminne |
| Östra Skrukeby 74:1                 | Stensättning                |              | Östra Skrukeby, Östergötland |       | 58.479840, 15.848214 | 10055500740001 | Ladda upp en bild av detta fornminne |
| Östra Skrukeby 75:1                 | Stensättning                |              | Östra Skrukeby, Östergötland |       | 58.479280, 15.847566 | 10055500750001 | Ladda upp en bild av detta fornminne |
| Östra Skrukeby 75:2                 | Stensättning                |              | Östra Skrukeby, Östergötland |       | 58.479320, 15.848036 | 10055500750002 | Ladda upp en bild av detta fornminne |
| Östra Skrukeby 76:1                 | Stensättning                |              | Östra Skrukeby, Östergötland |       | 58.487551, 15.852991 | 10055500760001 | Ladda upp en bild av detta fornminne |
| Östra Skrukeby 77:1                 | Stensättning                |              | Östra Skrukeby, Östergötland |       | 58.492948, 15.841167 | 10055500770001 | Ladda upp en bild av detta fornminne |
| Östra Skrukeby 77:2                 | Stensättning                |              | Östra Skrukeby, Östergötland |       | 58.492731, 15.841503 | 10055500770002 | Ladda upp en bild av detta fornminne |
| Östra Skrukeby 77:3                 | Stensättning                |              | Östra Skrukeby, Östergötland |       | 58.492674, 15.841276 | 10055500770003 | Ladda upp en bild av detta fornminne |
| Östra Skrukeby 78:1                 | Gravfält                    |              | Östra Skrukeby, Östergötland |       | 58.490642, 15.841132 | 10055500780001 | Ladda upp en bild av detta fornminne |
| Östra Skrukeby 79:1                 | Stensättning                |              | Östra Skrukeby, Östergötland |       | 58.486520, 15.842868 | 10055500790001 | Ladda upp en bild av detta fornminne |
| Östra Skrukeby 79:2                 | Stensättning                |              | Östra Skrukeby, Östergötland |       | 58.486439, 15.842490 | 10055500790002 | Ladda upp en bild av detta fornminne |
| Östra Skrukeby 79:3                 | Stensättning                |              | Östra Skrukeby, Östergötland |       | 58.486474, 15.842323 | 10055500790003 | Ladda upp en bild av detta fornminne |
| Östra Skrukeby 79:4                 | Stensättning                |              | Östra Skrukeby, Östergötland |       | 58.486412, 15.841941 | 10055500790004 | Ladda upp en bild av detta fornminne |
| Östra Skrukeby 80:1                 | Stensättning                |              | Östra Skrukeby, Östergötland |       | 58.483891, 15.845290 | 10055500800001 | Ladda upp en bild av detta fornminne |
| Östra Skrukeby 81:1                 | Stensättning                |              | Östra Skrukeby, Östergötland |       | 58.506765, 15.841929 | 10055500810001 | Ladda upp en bild av detta fornminne |
| Östra Skrukeby 82:1                 | Gravfält                    |              | Östra Skrukeby, Östergötland |       | 58.503430, 15.846121 | 10055500820001 | Ladda upp en bild av detta fornminne |
| Östra Skrukeby 83:1                 | Stensättning                |              | Östra Skrukeby, Östergötland |       | 58.498604, 15.843402 | 10055500830001 | Ladda upp en bild av detta fornminne |
| Östra Skrukeby 83:2                 | Stensättning                |              | Östra Skrukeby, Östergötland |       | 58.498485, 15.843500 | 10055500830002 | Ladda upp en bild av detta fornminne |
| Östra Skrukeby 84:1                 | Gravfält                    |              | Östra Skrukeby, Östergötland |       | 58.497168, 15.872473 | 10055500840001 | Ladda upp en bild av detta fornminne |
| Östra Skrukeby 85:1                 | Stensättning                |              | Östra Skrukeby, Östergötland |       | 58.498017, 15.865211 | 10055500850001 | Ladda upp en bild av detta fornminne |
| Östra Skrukeby 86:1                 | Stensättning                |              | Östra Skrukeby, Östergötland |       | 58.497272, 15.862118 | 10055500860001 | Ladda upp en bild av detta fornminne |
| Östra Skrukeby 87:1                 | Stensättning                |              | Östra Skrukeby, Östergötland |       | 58.497898, 15.861753 | 10055500870001 | Ladda upp en bild av detta fornminne |
| Östra Skrukeby 88:1                 | Stensättning                |              | Östra Skrukeby, Östergötland |       | 58.497666, 15.860573 | 10055500880001 | Ladda upp en bild av detta fornminne |
| Östra Skrukeby 88:2                 | Stensättning                |              | Östra Skrukeby, Östergötland |       | 58.497377, 15.860613 | 10055500880002 | Ladda upp en bild av detta fornminne |
| Östra Skrukeby 88:3                 | Stensättning                |              | Östra Skrukeby, Östergötland |       | 58.497155, 15.860456 | 10055500880003 | Ladda upp en bild av detta fornminne |
| Östra Skrukeby 89:1                 | Stensättning                |              | Östra Skrukeby, Östergötland |       | 58.494965, 15.861522 | 10055500890001 | Ladda upp en bild av detta fornminne |
| Hagebyberg (Östra Skrukeby 92:1)    | Fornborg                    |              | Östra Skrukeby, Östergötland |       | 58.506810, 15.799315 | 10055500920001 | Ladda upp en bild av detta fornminne |
| Östra Skrukeby 93:1                 | Gravfält                    |              | Östra Skrukeby, Östergötland |       | 58.506837, 15.799576 | 10055500930001 | Ladda upp en bild av detta fornminne |
| Östra Skrukeby 94:1                 | Gravfält                    |              | Östra Skrukeby, Östergötland |       | 58.474558, 15.813056 | 10055500940001 | Ladda upp en bild av detta fornminne |
| Östra Skrukeby 97:1                 | Stensättning                |              | Östra Skrukeby, Östergötland |       | 58.475555, 15.815818 | 10055500970001 | Ladda upp en bild av detta fornminne |
| Östra Skrukeby 97:2                 | Grav markerad av sten/block |              | Östra Skrukeby, Östergötland |       | 58.475469, 15.815803 | 10055500970002 | Ladda upp en bild av detta fornminne |
| Östra Skrukeby 97:3                 | Grav markerad av sten/block |              | Östra Skrukeby, Östergötland |       | 58.475565, 15.816106 | 10055500970003 | Ladda upp en bild av detta fornminne |
| Östra Skrukeby 97:4                 | Grav markerad av sten/block |              | Östra Skrukeby, Östergötland |       | 58.475623, 15.815970 | 10055500970004 | Ladda upp en bild av detta fornminne |
| Östra Skrukeby 98:1                 | Gravfält                    |              | Östra Skrukeby, Östergötland |       | 58.476595, 15.816452 | 10055500980001 | Ladda upp en bild av detta fornminne |
| Östra Skrukeby 100:1                | Hällristning                |              | Östra Skrukeby, Östergötland |       | 58.487552, 15.821025 | 10055501000001 | Ladda upp en bild av detta fornminne |
| Östra Skrukeby 101:1                | Gravfält                    |              | Östra Skrukeby, Östergötland |       | 58.493769, 15.825663 | 10055501010001 | Ladda upp en bild av detta fornminne |
| Östra Skrukeby 103:1                | Stensättning                |              | Östra Skrukeby, Östergötland |       | 58.480393, 15.791162 | 10055501030001 | Ladda upp en bild av detta fornminne |
| Östra Skrukeby 103:2                | Stensättning                |              | Östra Skrukeby, Östergötland |       | 58.480358, 15.790913 | 10055501030002 | Ladda upp en bild av detta fornminne |
| Östra Skrukeby 103:3                | Stensättning                |              | Östra Skrukeby, Östergötland |       | 58.480153, 15.790932 | 10055501030003 | Ladda upp en bild av detta fornminne |
| Östra Skrukeby 103:4                | Stensättning                |              | Östra Skrukeby, Östergötland |       | 58.480202, 15.791583 | 10055501030004 | Ladda upp en bild av detta fornminne |
| Östra Skrukeby 104:1                | Stensättning                |              | Östra Skrukeby, Östergötland |       | 58.472517, 15.802872 | 10055501040001 | Ladda upp en bild av detta fornminne |
| Östra Skrukeby 104:2                | Stensättning                |              | Östra Skrukeby, Östergötland |       | 58.472412, 15.802171 | 10055501040002 | Ladda upp en bild av detta fornminne |
| Östra Skrukeby 105:1                | Gravfält                    |              | Östra Skrukeby, Östergötland |       | 58.470197, 15.798215 | 10055501050001 | Ladda upp en bild av detta fornminne |
| Östra Skrukeby 107:1                | Stenkrets                   |              | Östra Skrukeby, Östergötland |       | 58.474964, 15.824992 | 10055501070001 | Ladda upp en bild av detta fornminne |
| Östra Skrukeby 108:1                | Stensättning                |              | Östra Skrukeby, Östergötland |       | 58.492101, 15.829349 | 10055501080001 | Ladda upp en bild av detta fornminne |
| Östra Skrukeby 109:1                | Stensättning                |              | Östra Skrukeby, Östergötland |       | 58.499625, 15.823832 | 10055501090001 | Ladda upp en bild av detta fornminne |
| Östra Skrukeby 110:1                | Stensättning                |              | Östra Skrukeby, Östergötland |       | 58.487498, 15.851376 | 10055501100001 | Ladda upp en bild av detta fornminne |
| Östra Skrukeby 110:2                | Stensättning                |              | Östra Skrukeby, Östergötland |       | 58.487862, 15.850984 | 10055501100002 | Ladda upp en bild av detta fornminne |
| Östra Skrukeby 114:1                | Stensättning                |              | Östra Skrukeby, Östergötland |       | 58.475214, 15.814907 | 10055501140001 | Ladda upp en bild av detta fornminne |
| Östra Skrukeby 124:1                | Stensättning                |              | Östra Skrukeby, Östergötland |       | 58.492289, 15.834697 | 10055501240001 | Ladda upp en bild av detta fornminne |
| Griskullen (Östra Skrukeby 127:1)   | Gravfält                    |              | Östra Skrukeby, Östergötland |       | 58.504660, 15.816039 | 10055501270001 | Ladda upp en bild av detta fornminne |
| Östra Skrukeby 128:1                | Stensättning                |              | Östra Skrukeby, Östergötland |       | 58.501174, 15.811581 | 10055501280001 | Ladda upp en bild av detta fornminne |
| Östra Skrukeby 133:1                | Stensättning                |              | Östra Skrukeby, Östergötland |       | 58.500538, 15.812623 | 10055501330001 | Ladda upp en bild av detta fornminne |
| Östra Skrukeby 134:1                | Stensättning                |              | Östra Skrukeby, Östergötland |       | 58.487391, 15.840464 | 10055501340001 | Ladda upp en bild av detta fornminne |
| Östra Skrukeby 138:1                | Gravfält                    |              | Östra Skrukeby, Östergötland |       | 58.488043, 15.828713 | 10055501380001 | Ladda upp en bild av detta fornminne |
| Östra Skrukeby 154:1                | Stensättning                |              | Östra Skrukeby, Östergötland |       | 58.463543, 15.795783 | 10055501540001 | Ladda upp en bild av detta fornminne |
| Östra Skrukeby 154:2                | Stensättning                |              | Östra Skrukeby, Östergötland |       | 58.463667, 15.795659 | 10055501540002 | Ladda upp en bild av detta fornminne |
| Östra Skrukeby 158                  | Stensättning                |              | Östra Skrukeby, Östergötland |       | 58.488497, 15.791322 | 12000000036086 | Ladda upp en bild av detta fornminne |